# مرکز گردهمایی لس آنجلس

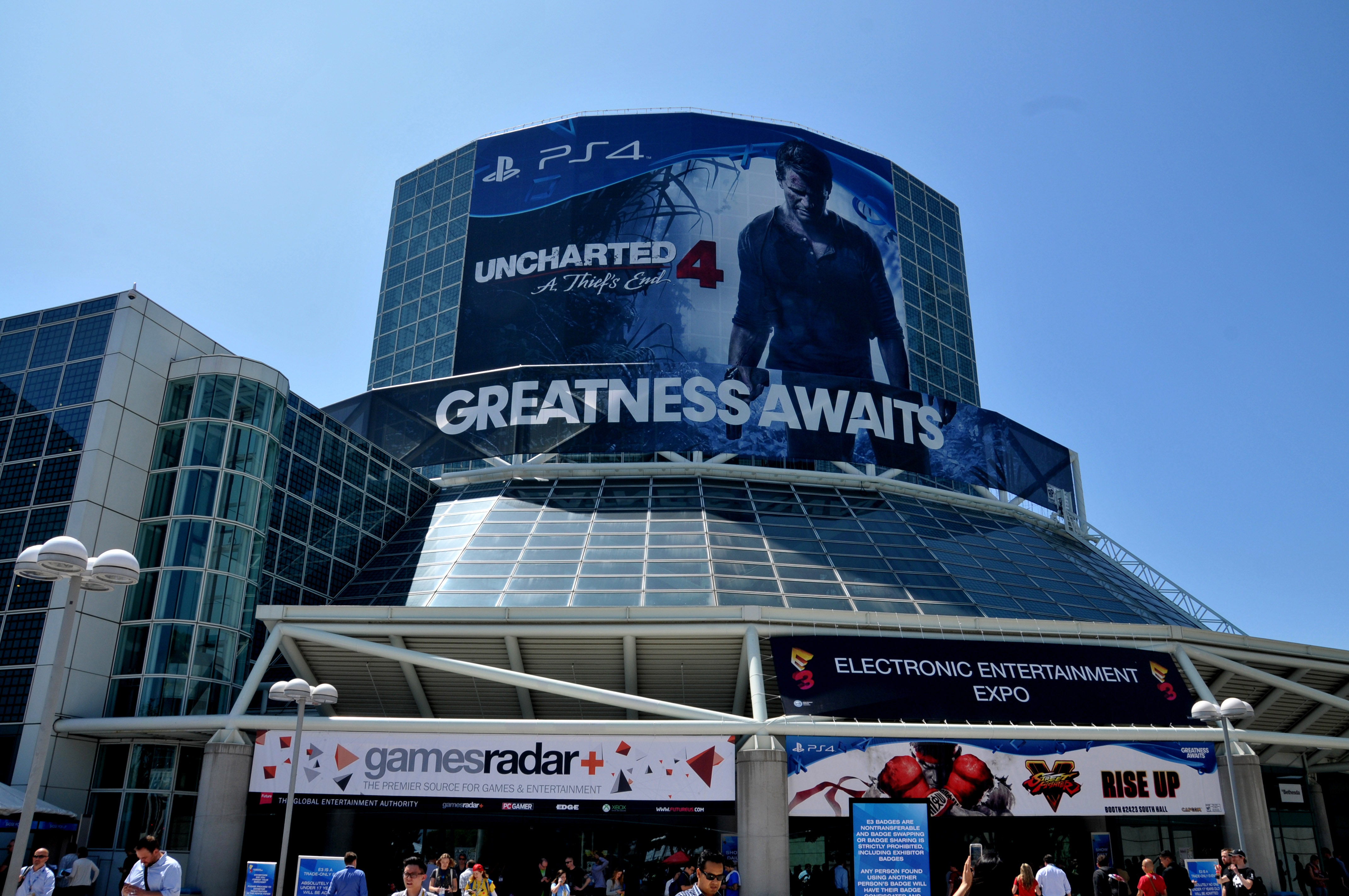
بنر بازی آنچارتد ۴: عاقبت یک دزد بر روی ساختمان در سال ۲۰۱۵

مرکز گردهمایی لس آنجلس (به انگلیسی: Los Angeles Convention Center) یک مرکز گردهمایی در بخش جنوب غربی مرکز شهر لس آنجلس است.
این مرکز گردهمایی سالانه میزبان چندین گردهمایی سالانه مانند نمایشگاه خودرو لس آنجلس، نمایشگاه توانایی‌ها و انیمه اکسپو است اما برای طرفداران بازی‌های ویدئویی بیشتر به عنوان میزبان نمایشگاه رسانه و تجارت ای۳ معروف است. همچنین این مرکز اغلب به عنوان محل فیلمبرداری در برنامه‌های تلویزیونی و فیلم‌ها نیز استفاده می‌شود.